# Puente Morandi
El viaducto Polcevera (en italiano: Viadotto Polcevera) de la autopista A10, también conocido como puente Morandi o ponte delle Condotte, era un viaducto que atravesaba el arroyo Polcevera, al oeste de Génova. Se encontraba situado entre los barrios de Sampierdarena y Cornigliano. El puente, inaugurado el 4 de septiembre de 1967, se derrumbó el 14 de agosto de 2018 matando a 43 personas. Los siguientes meses se demolieron los restos y se construyó un nuevo puente que fue inaugurado el 4 de agosto de 2020.

## Construcción
El puente, diseñado por el ingeniero italiano Riccardo Morandi, fue construido entre 1963 y 1967 por la Società Italiana per Condotte d'Acqua. Tenía una longitud de 1,18 kilómetros, una altura de 45 metros y tres pilares de hormigón que alcanzan los 90 metros. La longitud del vano principal era 210 metros.  
Fue inaugurado el 4 de septiembre de 1967 con la presencia del entonces presidente de la República Giuseppe Saragat.

## Colapso

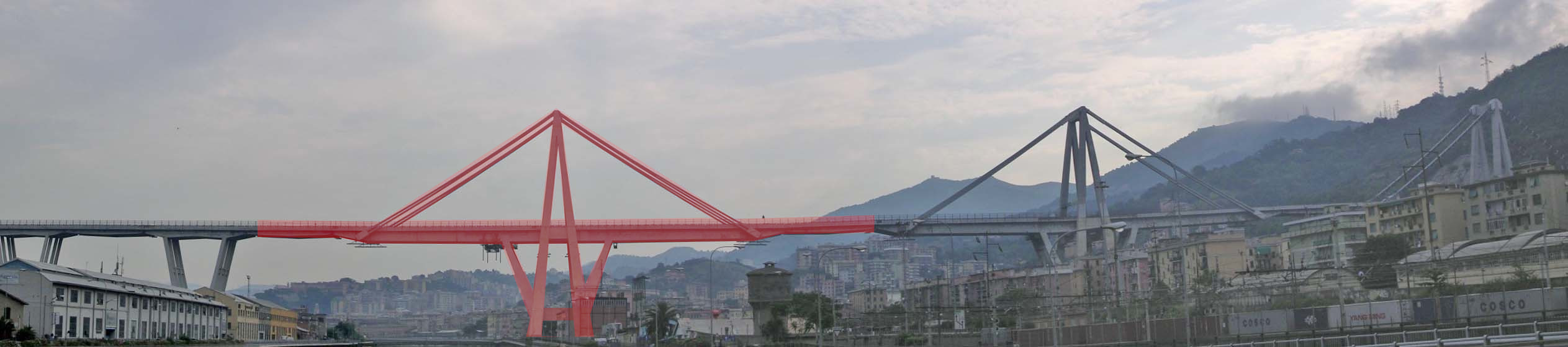
En rojo se presenta la sección del puente Morandi que colapsó.

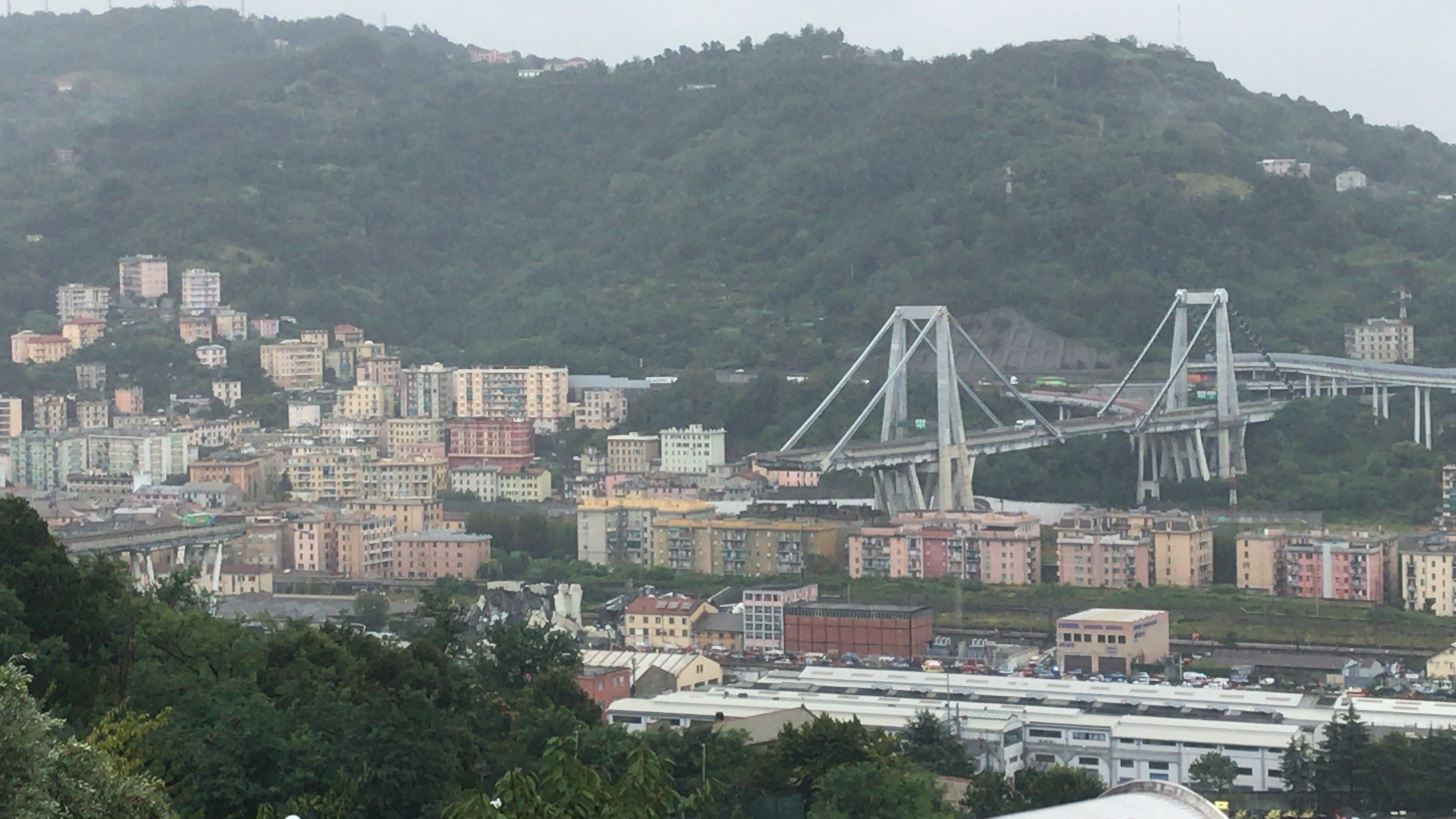
Vista del puente tras el derrumbe en agosto de 2018.

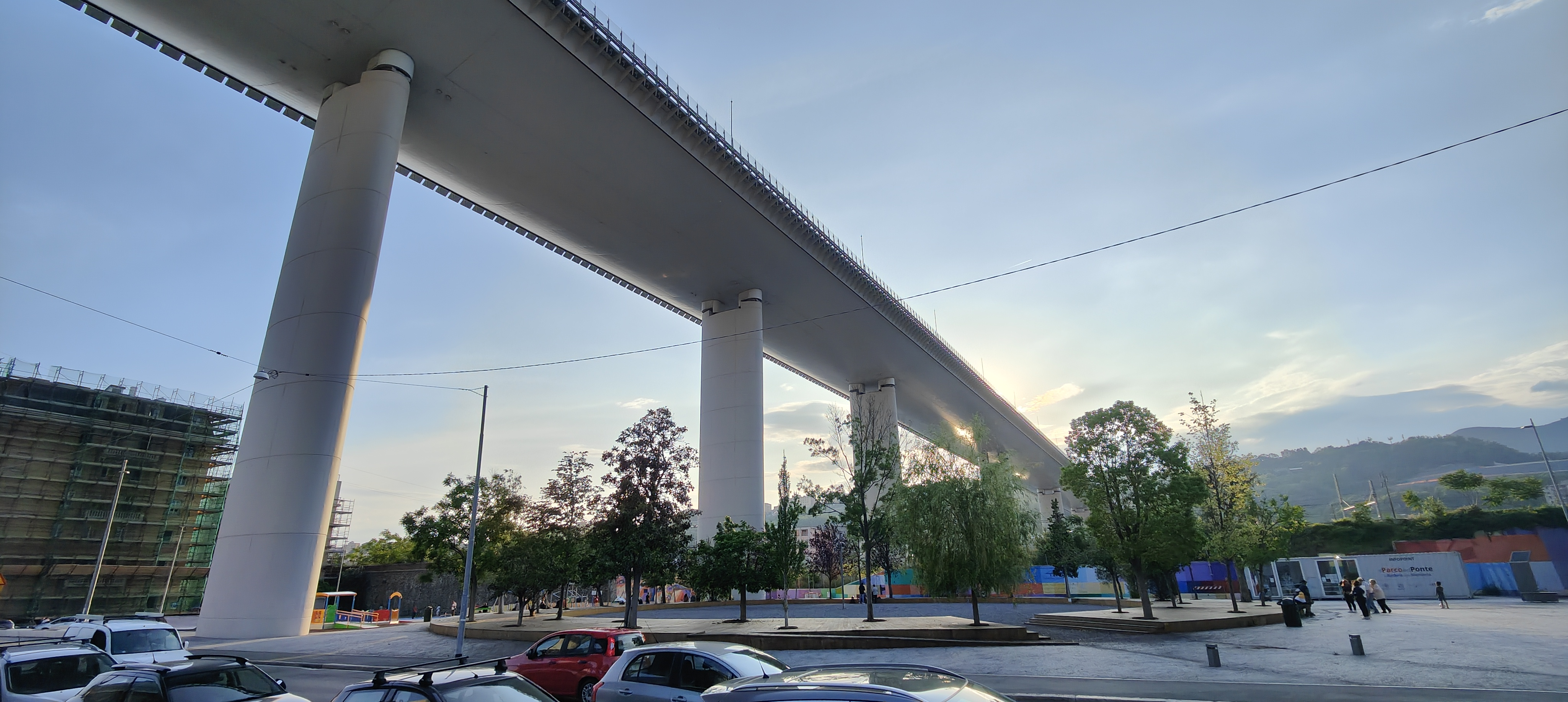
El nuevo puente "Viadotto Genova San Giorgio", inaugurado el 4 de agosto de 2020.

El 14 de agosto de 2018, cerca de las 11:30 hora local (UTC +2) y durante una fuerte tormenta, colapsó una sección de 210 metros del puente sobre el río Polcevera, soportada por el pilar occidental de la estructura. Algunos testigos informaron que el puente fue impactado por un rayo antes de colapsar.
Como consecuencia del derrumbe se desplomaron tres camiones y de 30 a 35 automóviles. La mayoría de los vehículos y de la estructura cayeron dentro del Polcevera, otros se desplomaron sobre los almacenes de la compañía eléctrica Ansaldo Energía y sobre las vías de ferrocarril de las rutas Génova-Turín y Génova-Milán. Tras las labores de rescate, la cifra de fallecidos fue de 43 personas.
De acuerdo al diario Corriere della Sera, desde 2013 se han presentado en Italia once casos de colapsos de puentes, incluido el Morandi.
El 28 de junio de 2019 los restos del puente fueron demolidos mediante explosivos. Se construyó un nuevo puente. El nuevo puente fue inaugurado el 4 de agosto de 2020.